# Eurydesmus caffrarius
Eurydesmus caffrarius är en mångfotingart som beskrevs av Porath 1872. Eurydesmus caffrarius ingår i släktet Eurydesmus och familjen Chelodesmidae. Inga underarter finns listade i Catalogue of Life.